# Monella bionda
Monella bionda (Naughty Baby) è un film del 1928 diretto da Mervyn LeRoy.

## Produzione
Il film fu prodotto dalla First National Pictures.

## Distribuzione
Girato muto, fu poi sonorizzato con il sistema Mono - Vitaphone. Distribuito dalla First National Pictures e presentato da Richard A. Rowland, uscì sia in versione muta il 16 dicembre 1928, sia in versione sonora il 19 gennaio 1929.